# ルララこうほく
ルララこうほく（LuRaRa KOHOKU）は、神奈川県横浜市都筑区中川中央にある大型ショッピングセンター。2008年12月5日にオープンした。港北みなもと横浜市営地下鉄の高架橋を挟んで立地している。

## 入居テナント
- ヤマダ電機
- ゆうちょ銀行ATM
- ポニークリーニング
- AOKI
- パシオス
- ダイソー
- オーケー
- 眼鏡市場
- 保険見直し本舗
- アメイジングワールド
- ファミリーヘアサロンSEASON
- スシロー
- BAD ASS COOFFE
- かみくら歯科
- HappyDoor
- 整体＆リラクゼーションサロンLine

## アクセス
横浜市営地下鉄ブルーライン・グリーンラインセンター南駅またはセンター北駅から徒歩約5分。

## そのほか
- メインの立体駐車場入口が建物西側に位置するため回避するルートが少ない。